# Isola Ramree
L'isola Ramree, chiamata anche Yangbye Island  o Yanbye Island, è un'isola della Birmania.

## Geografia
L'isola si trova al largo dello Stato Rakhine vicino all'isola Cheduba e con un'area di 1.350 km² si colloca al 270º posto tra le isole più grandi del mondo. Il centro principale è la città di Rumree.

## Storia
Durante la seconda guerra mondiale, vi si combatté una sfibrante battaglia, al termine della quale sopravvissero solo una ventina di soldati giapponesi su 1000. La gran parte morì per fame, malattie e in qualche caso a seguito di attacchi di coccodrilli marini.